# Волиния (филм)
 Тази статия е за филма.  За историческата област вижте Волиния.  
Волиния (на полски: Wołyń) е полска военна драма от 2016 г., режисирана от Войчех Смажовски. Филмът се развива във времевата рамка 1939 – 1943 г. и централната му тема е украинската антиполска омраза, кулминираща в кланета на поляци във Волиния. Сценарият е базиран на сборника с разкази, озаглавен „Омраза“ (на полски: Nienawiść) от Станислав Сроковски.
Филмът е номиниран за наградата „Златни лъвове“ на 41-ия филмов фестивал в Гдиня, където получава три награди: за операторско майсторство, най-добър дебют и най-добър грим.

## Продукция
Тъй като бюджетът на филма е недостатъчен, режисьорът се обръща към обществеността за финансова подкрепа, за да събере необходимите средства за завършване на филма. След това финансовата подкрепа е получена например от Полската телевизия.
Заснемането се провежда в: Люблин, Колбушова, Казимеж Долни, Рава Мазовецка, Санок и Скерневице от 19 септември 2014 г. до 21 август 2015 г.

## Сюжет
Някои сцени от филма са записани в православната църква „Рождество Христово Пресвета Дева Мария“ в Грузова през 2014 г.
Филмът разказва историята на младо полско момиче, Зося Гловацка, от село във Волиния, заселено от украинци, поляци и евреи.Историята започва малко преди избухването на Втората световна война през 1939 г. с брака на сестрата на Зося с украинец. По време на сватбата бащата на Зося решава, че тя трябва да се омъжи за по-възрастен селски управител и вдовец, Мачей Скиба, въпреки че е силно влюбена в младо, местно украинско момче, Петро. Местното украинско население показва много негодувание към полските служители, тъй като те предпочитат полското малцинство във Волиния. Поради това някои украинци извършват терористични атаки срещу полските власти и украинските колаборационисти. Тези атаки са посрещнати със сериозни действия от страна на полското правителство, включително затваряне на православни църкви и унижение на украинското население. Въпреки това някои части от украинското и полското население се опитват да се помирят помежду си.
Когато войната започва, Мачей е призован в полската армия, за да се бие срещу германците в Септемврийската кампания. Когато кампанията е загубена, Мачей и други оцелели се опитват да се върнат в домовете си. На връщане всички членове на групата, с изключение на Мачей, са заловени от местни украинци, измъчвани и убити. Мачей успява да стигне до селото, като се дегизира като украинец. Селото е в източната част на Полша, която е окупирана от Съветския съюз и в селото е установено комунистическо управление. Местното украинско и еврейско население си сътрудничи със съветските власти, заменяйки предвоенните полски власти като губернатори.
Междувременно Зося забременява, най-вероятно от Петро, но иска Мачей да повярва, че детето е негово. Като част от масовата депортация на полското население, извършена от Съветите през 1939 – 1941 г., Зося, Мачей и децата му са на път да бъдат изпратени в Сибир или Казахстан, за да полагат принудителен труд. Зося и децата са спасени в последния момент, точно когато влакът е на път да тръгне. Петро подкупва пазача с водка. Когато се връщат в дома на Петро, Зося получава контракции. Докато тя ражда детето си, пристига пазачът и убива Петро. След това Зося се грижи за дома и децата на Мачей по време на неговото отсъствие. Децата са изпратени в училище, организирано от Съветите.
След това сюжетът се прехвърля към 1941 г., когато германската армия завладява Волиния по време на операция „Барбароса“ . Германците започват да избиват местните евреи и организират местни полицейски части от украински колаборационисти, които активно участват в Холокоста. Въпреки това Зося и други украинци все още се опитват да помогнат на евреите, като ги крият на сигурни места.
Междувременно Мачей се връща у дома, след като успява да избяга от депортиране. Семейството се опитва да организира живота си в променената реалност, тъй като поляците се сблъскват със засилена враждебност от украинските си съседи, което води до увеличаване на убийствата на поляци, извършени от последните. Един ден Мачей тръгва към местния пазар въпреки протестите на Зося, мотивирани от страха ѝ за безопасността му. Тя се оказва права, тъй като другите полски съседи пристигат няколко дни по-късно с отсечената глава на Мачей.
Зося се опитва да мине по най-добрия начин, докато се грижи за децата. Един ден обаче тя се защитава срещу опит за изнасилване от украински полицай и присъствието на скрити от нея евреи се разкрива. Евреите, възрастна двойка и младо момче без роднинска връзка, избягват и намират подслон за зимата в дома на местен украинец, който се съгласява да помогне, след като евреинът му обещава голяма сума пари. Когато жената на евреина умира и идва зимата, украинецът иска плащане. Когато вижда, че евреинът не може да му плати, той го убива в гората. Младият евреин е спасен от сина на украинката.
През лятото на 1943 г. новината за убийствата, извършени от украинци, се разпространява сред поляците в селото. По това време млад поляк, който е сериозно ранен, пристига в дома на Зося. Когато се възстановява, той се установява там, защото така Зося се чувства по-сигурна. Той се свързва с местната армия, която по заповед на полското правителство в Обединеното кралство не защитава поляците от украински атаки, но се подготвя да се бие с германците в бъдеще. Когато младият мъж е помолен да бъде водач на членовете на Крайната армия по пътя за среща с Украинската въстаническа армия (УПА), Зося отчаяно се опитва да го разубеди да тръгне. Тя не успява да го спре. Когато двама членове на Крайната армия пристигат на срещата, както е уговорено без оръжие, те биват заобиколени от войниците на Украинската въстаническа армия (УПА), заловени и след това разчленени от коне. След това мъжете от УПА преследват останалата част от групата на армия Крайова. Те намират само приятелката на Зося, която е избягала и се крие в църква, пълна с поляци. По време на церемонията украинците влизат в църквата, убивайки всички по пътя, освен приятелката на Зося. Тя бяга към кулата на църквата и някак си оцелява при атаката.
Междувременно местното украинско население, бившият украински полицай и неговите приятели се присъединяват към УПА в гората. Те се събират и призовават да изкоренят земите от поляците. Показани са две церемонии от украинските православни свещеници: първата проповядва за любов към съседите, а втората призовава да се избият всички поляци, за да се постигнат най-накрая чисти украински земи.
Скоро първите оцелели от погромите пристигат в селото и разказват историята на украински съседи, убиващи поляци и всички, които протестират срещу убийствата. Администраторът на местното украинско село пристига в дома на Зося, за да я увери, че тя и децата ѝ могат да останат у дома, тъй като няма да бъдат наранени от украинските си съседи. Освен това други поляци са спокойни за безопасността си. Това обаче са само измамни тактики, които позволяват на украинците да убият колкото се може повече поляци.
Убийствата в селото започват през нощта. Зося бяга с детето си, но докато бяга, вижда измъчвания на поляци, включително бременни жени, намушквани в утробата, изкормване на хора и изваждане на очите. По време на това клане е убит доведеният син на Зося. Заведената ѝ дъщеря обаче е спасена от украински селянин. На път да избягат от сигурна смърт, Зося и нейното дете пристигат в предишната къща на Петро, където са спасени от майката на Петро.
Докато Зося бяга с детето си от място на място, тя среща трупове на осакатени полски бебета, жени и старци във всяко село. На едно място тя се натъква на част от германската армия, която я спасява от сигурна смърт, само мигове преди украинците да са на път да убият нея и детето ѝ. Германците отначало са учудени защо тя върви редом с тях, но когато намират по пътя си нови и нови купища убити поляци, я съжаляват и я придружават до мястото, където живее сестра ѝ Хелена. Там тя е добре дошла, тъй като Васил, украинският съпруг на Хелена, е приятелски настроен към поляците. Зося се крие в бараката им със сина си. Тъй като по-голямата част от населението на селото вече е замесено в убийства, братът на Васил се опитва да го убеди да се присъедини към националистите и да убие жена си полякиня, за да спаси себе си и децата. Докато се карат, Васил убива собствения си брат с брадва.
На следващата вечер цялото семейство е нападнато от поляци, които търсят отмъщение на украинците. Те осъждат Хелена, че живее с украинец. Колят новороденото ѝ пред очите ѝ, убиват Васил и я обезглавяват. Зося наблюдава всичко от бараката. Ужасена, тя отново избягва и вече се страхува както от украинци, така и от поляци. Тя се крие в гората със сина си. Следващите сцени показват как UPA бърза през гората, екзалтирано празнувайки, докато води каруца, заета от поляците, които убиха семейството на Хелена и други украинци, но сега обезобразени, наранени и видимо измъчвани като наказание за ответните атаки. Млад, рус мъж със замъглени черти поставя сина на Зося на конска каруца, преди да се приближи до мястото за почивка на Зося в гората. След това във филма се редуват кадри на Зося в безсъзнание на каруца, Зося и нейният син, преминаващи през немски контролно-пропускателен пункт на мост, преди най-накрая да се спре на Зося в безсъзнание, лежаща на каруцата, синът ѝ седи отпред на вагона с млад мъж, който прилича точно на Петро, си проправят път през широките зелени поля на Волиния.

## В ролите
- Михалина Лабач в ролята на Зося Гловацка
- Аркадиуш Якубик като Мачей Скиба
- Васил Василик като Петро
- Изабела Куна като Гловацка, майката на Зося
- Адриан Заремба като Антек Уилк
- Лех Диблик като Хаврилук
- Яцек Брациак като Гловацки, бащата на Зося
- Томаш Саприк като Изак Менцл
- Ярослав Груда като Лисовски
- Войчех Зелински като „Облак“
- Себастиан Стегман като германец
- Анджей Попиел като Ромек Гловацки, братът на Зося
- Александър Чешеров като Микола Меленчук
- Роман Скоровски като Степан Чума
- Ирина Складан в ролята на Олга Хипина, майката на Петро
- Александър Збаражски като Васил Хук
- Георгий Повокоцки в ролята на мелничаря
- Олес Федорченко като Иван Хук
- Людмила Гончарова като сестрата на Петро
- Сергей Бахик като Андрий Курчук
- Владимир Процюк като Орлик Либера

## Награди и номинации
- 2016: Номинация за Златни лъвове, Полска филмова награда на 41-ия филмов фестивал в Гдиня.[5][6]
- 2016: Награда за най-добра операторска работа на Пьотр Собочински на 41-ия филмов фестивал в Гдиня.[7][8]
- 2016: Награда за най-добър дебют на Михалина Лабачна 41-ия филмов фестивал в Гдиня.[9]
- 2016: Награда за най-добър грим на Ева Дробиец на 41-ия филмов фестивал в Гдиня.[7][8]

## Реакции

### В Полша
Според Тадеуш Соболевски „Волиния“ е филм без прецеденти в полското кино след 1989 г.Пьотр Зихович и Павел Лисицки хвалят филма, подчертавайки неговата автентичност и историческа точност.Гражина Торбичка и Томаш Рачек изразяват изненада, че филмът не е получил главната награда на филмовия фестивал в Гдиня през 2016 г. в Полша.Якуб Маймурек пише, че „Волиния“ е оправдала високите му очаквания и е един от най-добрите филми, описващи историята на „кървящите земи“. Авторът също смята, че режисьорът на филма Смаржовски е представил честно отношенията между поляци и украинци, а идеята на филма е предупреждение срещу всякаква форма на радикализъм.Ева Семашко, която си сътрудничи с Института за национална памет за разкриване на историческите факти за кланетата на поляци във Волиния и Източна Галиция, смята, че филмът показва събитията точно. Тя цитира мнения на свидетели на геноцида, според които филмът е като документален филм за събитията във Волиния. Ева Семашко допълнително отбелязва, че кланетата на поляци във Волиния са геноцид с изключителна жестокост – „genocidium atrox“. „Беше свиреп, жесток и страшен геноцид“.

### В Германия
Според Герхард Гнаук „Волиния“ е филмът, който полското общество дълго е чакало. По повод премиерата Гнаук припомня историята на региона и полско-украинските отношения. Авторът цитира очакванията на някои политически експерти, че филмът може да охлади отношенията, да събуди негативни емоции в Украйна и да бъде използван от руснаците за отприщване на антиукраинска пропаганда. Гнаук подчертава епизода на Зося и нейното дете, търсещи подслон около част от германската армия. Според Гнаук филмът е много добър и балансира правата и на двете страни.

### В Украйна
По препоръка на украинския посланик в Полша Андрий Дешчиця показването на филма е забранено в Украйна. Съобщава се, че цензурата е рационализирана от украинските власти, които твърдят, че филмът „може да предизвика безредици по улиците на Киев“. Ръководителят на Украинската асоциация в Полша Пьотр Тима подкрепя забраната, като заявява, че филмът подкопава усилията за полско-украинско помирение. Украинските медии обвиняват режисьора, че е направил тенденциозен филм, „базиран само на полски исторически източници“.Първата подобна прожекция е планирана от полското посолство в Киев. Трябва да бъде последвано от разговор с директора. Сред поканените украински гости са президентът, премиерът и някои депутати. Украинското външно министерство обаче настоятелно препоръчва на полското посолство да отмени прожекцията в името на „обществения ред“. Съответно говорителят на полското външно министерство Рафал Собчак казва, че встъпителната прожекция е отменена. Възможно е да се водят разговори за възможна нова дата на ограничено гледане.Полският институт в Киев последва препоръката на украинското външно министерство и отменя представянето на филм, чието действие се развива на фона на кланетата от Втората световна война.
По време на продукцията на филма някои украински актьори, поканени да изиграят герои в него, отхвърлят предложението, след като прочитат за тях, защото смятат, че филмът насажда омраза.Андрий Любка отбеляза, че след премиерата на филма „Полско-украинските отношения ще се върнат 10 години назад“.
Независимо от това, филмът получава положителен прием от Надя Савченко, скандален член на украинския парламент, която приветства възможността да говори за болезнени събития от миналото и отбелязва много положителни развития в днешните полско-украински отношения.

## Исторически епизоди
Фигурата на офицер от армия Крайова, пристигащ на срещата с украинците, се отнася до поета и офицер Зигмунт Румел, който е убит от УПА и вързан за четири коня, а тялото му е разкъсано.
Сцената на атаката срещу църквата се отнася до събития от 11 юли 1943 г. в село Кисиелин (клането в Кисиелин), наречено Кървавата неделя на Волиния. Подобни събития се случват в същия ден в Порик (клането в Порик), Chrynów (клането в Chrynów ), Крим и Zabłoćce.
Сцената на освещаване на брадви и коси се отнася за събитията от 28 август 1943 г. в село Sztuń, близо до Любомл.
Полската репресия може да се свърже с клането в Сахрин (10 март 1944 г.) или с клането в Павлокома (3 март 1945 г.), въпреки че в Павлокома жените и децата са пощадени.